# بهاء الدين محمد عبد الله
بهاء الدين محمد عبد الله ريحان (1 يناير 1979) هو لاعب كرة قدم سوداني محترف. يلعب كحارس مرمى في نادي حيدوب السوداني.
شارك مع المنتخب السوداني في كأس الأمم الأفريقية 2008 وكأس الأمم الأفريقية 2012.